# عبد الله زريقة
عبد الله زريقة شاعر وروائي وقاص وناقد وكاتب مسرحي مغربي، ولد بمدينة الدار البيضاء بتاريخ 16 ديسمبر 1953. حصل على الإجازة في علم الاجتماع من كلية الآداب والعلوم الإنسانية بالرباط سنة 1978. وفي السنة نفسها تعرّض للاعتقال وحكم عليه بسنتين سجناً.

## أعماله الشعرية والروائية
- رقصة الرأس والوردة - الدار البيضاء، مطبعة الأندلس 1977.
- ضحكات شجرة الكلام - الدار البيضاء، منشورات المقدمة 1982.
- زهور حجرية - الدار البيضاء، منشورات البديل 1983.
- تفاحة المثلث، عمل مشترك مع الفنان عباس صلادي، الدار البيضاء، مؤسسة بنشرة 1985.
- فراشات سوداء - الدار البيضاء، دار توبقال للنشر 1988.
- المرأة ذات الحصانين، رواية، الفنك، 1991
- فراغات مرقعة بخيط الشمس - الدار البيضاء، منشورات الفينك 1995
- مقبرة السعادة، رواية، الفنك، 1998
- Petites proses، شعر، L'Escampette éditions، 1998، فرنسا
- Bougies noires، شعر، فرنسا La défance، 1998
- سلالم الميتافيزيقيا: دار الفنيك سنة 2001
- حشرة اللامنتهى، دار الفنك، 2003
- La Colombre du texte، فرنسا، 2003
- إبرة الوجود، دار النهضة، 2008
- سلحفاة المحو، أپيك، فرنسا والجزائر، 2018
- سُكْرُ المَحو، مريديان، مونپولييه، فرنسا، 2020
- وجسدي ما يبقى من الكتابة، دفاتر المقاربة، 2023